# Olympische Sommerspiele 1992/Tischtennis – Doppel (Frauen)
Das Frauendoppel im Tischtennis bei den Olympischen Spielen 1992 in Barcelona wurde vom 28. Juli bis 3. August im Poliesportiu Estació del Nord ausgetragen. Im Vergleich zu den Spielen vier Jahre zuvor wurde kein Spiel um Bronze ausgetragen, stattdessen erhielten beide Halbfinalistinnen eine Bronzemedaille.

## Gruppenphase

### Gruppe A
| Rang | Athletinnen                     | S | N | Sätze | Sätze | Punkte | Punkte |     | China Volksrepublik | Deutschland | Rumänien | Peru |
| ---- | ------------------------------- | - | - | ----- | ----- | ------ | ------ | --- | ------------------- | ----------- | -------- | ---- |
| 1    | Chen Zihe / Gao Jun             | 3 | 0 | 6     | 0     | 126    | 52     | —   | 2:0                 | 2:0         | 2:0      |      |
| 2    | Elke Schall / Nicole Struse     | 2 | 1 | 4     | 3     | 124    | 122    | 0:2 | —                   | 2:1         | 2:0      |      |
| 3    | Emilia Ciosu / Adriana Zamfir   | 1 | 2 | 3     | 4     | 118    | 123    | 0:2 | 1:2                 | —           | 2:0      |      |
| 4    | Eliana González / Magaly Montes | 0 | 3 | 0     | 6     | 55     | 126    | 0:2 | 0:2                 | 0:2         | —        |      |

### Gruppe B
| Rang | Athletinnen                       | S | N | Sätze | Sätze | Punkte | Punkte |     | China Volksrepublik | Japan | Rumänien | Ghana |
| ---- | --------------------------------- | - | - | ----- | ----- | ------ | ------ | --- | ------------------- | ----- | -------- | ----- |
| 1    | Deng Yaping / Qiao Hong           | 3 | 0 | 6     | 1     | 141    | 93     | —   | 2:0                 | 2:1   | 2:0      |       |
| 2    | Yukino Matsumoto / Rika Satō      | 2 | 1 | 4     | 3     | 128    | 109    | 0:2 | —                   | 2:1   | 2:0      |       |
| 3    | Otilia Bădescu / Maria Bogoslov   | 1 | 2 | 2     | 4     | 95     | 111    | 1:2 | 1:2                 | —     | 2:0      |       |
| 4    | Helen Amankwaa / Patience Opokuah | 0 | 3 | 0     | 6     | 33     | 84     | 0:2 | 0:2                 | 0:2   | —        |       |

### Gruppe C
| Rang | Athletinnen                        | S | N | Sätze | Sätze | Punkte | Punkte |     | Korea Sud | Vereinigtes Konigreich | Vereintes Team |
| ---- | ---------------------------------- | - | - | ----- | ----- | ------ | ------ | --- | --------- | ---------------------- | -------------- |
| 1    | Hong Cha-ok / Hyun Jung-hwa        | 2 | 0 | 4     | 1     | 100    | 71     | —   | 2:1       | 2:0                    |                |
| 2    | Lisa Lomas / Andrea Holt           | 1 | 1 | 3     | 2     | 92     | 95     | 1:2 | —         | 2:0                    |                |
| 3    | Galina Melnik / Valentina Popovová | 0 | 2 | 0     | 4     | 58     | 84     | 0:2 | 0:2       | —                      |                |

### Gruppe D
| Rang | Athletinnen                          | S | N | Sätze | Sätze | Punkte | Punkte |     | Korea Nord | Tschechoslowakei | Schweden | Tunesien |
| ---- | ------------------------------------ | - | - | ----- | ----- | ------ | ------ | --- | ---------- | ---------------- | -------- | -------- |
| 1    | Li Bun-hui / Yu Sun-bok              | 3 | 0 | 6     | 0     | 129    | 77     | —   | 2:0        | 2:0              | 2:0      |          |
| 2    | Marie Hrachová / Jaroslava Mihočková | 2 | 1 | 4     | 2     | 128    | 104    | 0:2 | —          | 2:0              | 2:0      |          |
| 3    | Lotta Erlman / Marie Svensson        | 1 | 2 | 2     | 4     | 108    | 120    | 0:2 | 0:2        | —                | 2:0      |          |
| 4    | Feiza Ben Aïssa / Sonia Touati       | 0 | 3 | 0     | 6     | 62     | 126    | 0:2 | 0:2        | 0:2              | —        |          |

### Gruppe E
| Rang | Athletinnen                               | S | N | Sätze | Sätze | Punkte | Punkte |     | Hongkong 1959 | Frankreich | Vereinigte Staaten | Argentinien |
| ---- | ----------------------------------------- | - | - | ----- | ----- | ------ | ------ | --- | ------------- | ---------- | ------------------ | ----------- |
| 1    | Chai Po Wa / Chan Tan Lui                 | 3 | 0 | 6     | 0     | 126    | 79     | —   | 2:0           | 2:0        | 2:0                |             |
| 2    | Emmanuelle Coubat / Wang Xiaoming         | 2 | 1 | 4     | 2     | 120    | 91     | 0:2 | —             | 2:0        | 2:0                |             |
| 3    | Diana Gee / Lily Yip                      | 1 | 2 | 2     | 4     | 98     | 111    | 0:2 | 0:2           | —          | 2:0                |             |
| 4    | Alejandra Gabaglio / Hae-Ja Kim de Rimasa | 0 | 3 | 0     | 6     | 63     | 126    | 0:2 | 0:2           | 0:2        | —                  |             |

### Gruppe F
| Rang | Athletinnen                             | S | N | Sätze | Sätze | Punkte | Punkte |     | Niederlande | Olympia | Australien | Brasilien |
| ---- | --------------------------------------- | - | - | ----- | ----- | ------ | ------ | --- | ----------- | ------- | ---------- | --------- |
| 1    | Mirjam Kloppenburg / Bettine Vriesekoop | 3 | 0 | 6     | 1     | 144    | 95     | —   | 2:1         | 2:0     | 2:0        |           |
| 2    | Jasna Fazlić / Gordana Perkučin         | 2 | 1 | 5     | 2     | 134    | 111    | 1:2 | —           | 2:0     | 2:0        |           |
| 3    | Ying Kwok / Kerri Tepper                | 1 | 2 | 2     | 4     | 104    | 113    | 0:2 | 0:2         | —       | 2:0        |           |
| 4    | Monica Doti / Lyanne Kosaka             | 0 | 3 | 0     | 6     | 63     | 126    | 0:2 | 0:2         | 0:2     | —          |           |

### Gruppe G
| Rang | Athletinnen                      | S | N | Sätze | Sätze | Punkte | Punkte |     | Vereintes Team | Korea Nord | Nigeria | Spanien |
| ---- | -------------------------------- | - | - | ----- | ----- | ------ | ------ | --- | -------------- | ---------- | ------- | ------- |
| 1    | Irina Palina / Jelena Timina     | 3 | 0 | 6     | 1     | 141    | 93     | —   | 2:1            | 2:0        | 2:0     |         |
| 2    | Wi Bok-sun / Kim Hye-yong        | 2 | 1 | 5     | 2     | 135    | 110    | 1:2 | —              | 2:0        | 2:0     |         |
| 3    | Bose Kaffo / Abiola Odumosu      | 1 | 2 | 2     | 4     | 88     | 112    | 0:2 | 0:2            | —          | 2:0     |         |
| 4    | Gloria Gauchia / Ana-Maria Godes | 0 | 3 | 0     | 6     | 77     | 126    | 0:2 | 0:2            | 0:2        | —       |         |

### Gruppe H
| Rang | Athletinnen                                 | S | N | Sätze | Sätze | Punkte | Punkte |     | Korea Sud | Japan | Indonesien | Kuba |
| ---- | ------------------------------------------- | - | - | ----- | ----- | ------ | ------ | --- | --------- | ----- | ---------- | ---- |
| 1    | Hong Soon-hwa / Lee Jung-im                 | 3 | 0 | 6     | 1     | 142    | 92     | —   | 2:1       | 2:0   | 2:0        |      |
| 2    | Mika Hoshino / Fumiyo Yamashita             | 2 | 1 | 5     | 2     | 136    | 102    | 1:2 | —         | 2:0   | 2:0        |      |
| 3    | Rossy Pratiwi Dipoyanti / Ling Ling Agustin | 1 | 2 | 2     | 4     | 90     | 109    | 0:2 | 0:2       | —     | 2:0        |      |
| 4    | Maricel Ramirez / Yolanda Rodriguez         | 0 | 3 | 0     | 6     | 61     | 126    | 0:2 | 0:2       | 0:2   | —          |      |

## Finalrunde
|  | Viertelfinale | Viertelfinale                | Viertelfinale           | Viertelfinale | Viertelfinale | Viertelfinale | Viertelfinale               |                                         |                     | Halbfinale | Halbfinale | Halbfinale | Halbfinale | Halbfinale | Halbfinale | Halbfinale |  |  | Finale | Finale | Finale | Finale | Finale | Finale | Finale |
|  |               |                              |                         |               |               |               |                             |                                         |                     |            |            |            |            |            |            |            |  |  |        |        |        |        |        |        |        |
|  | A1            | Chen Zihe / Gao Jun          | 21                      | 14            | 21            | 21            |                             |                                         |                     |            |            |            |            |            |            |            |  |  |        |        |        |        |        |        |        |
|  | E1            | Chai Po Wa / Chan Tan Lui    | 6                       | 21            | 15            | 18            |                             |                                         |                     |            |            |            |            |            |            |            |  |  |        |        |        |        |        |        |        |
|  | E1            | Chai Po Wa / Chan Tan Lui    | 6                       | 21            | 15            | 18            | A1                          | Chen Zihe / Gao Jun                     | 21                  | 17         | 21         | 21         |            |            |            |            |  |  |        |        |        |        |        |        |        |
|  |               |                              |                         |               |               |               |                             | Chen Zihe / Gao Jun                     | 21                  | 17         | 21         | 21         |            |            |            |            |  |  |        |        |        |        |        |        |        |
|  |               | D1                           | Li Bun-hui / Yu Sun-bok | 12            | 21            | 13            | 19                          |                                         |                     |            |            |            |            |            |            |            |  |  |        |        |        |        |        |        |        |
|  | H1            | D1                           | Li Bun-hui / Yu Sun-bok | 12            | 21            | 13            | 19                          | Hong Soon-hwa / Lee Jung-im             | 16                  | 22         | 21         | 21         |            |            |            |            |  |  |        |        |        |        |        |        |        |
|  | H1            |                              |                         |               |               |               |                             |                                         | 16                  | 22         | 21         | 21         |            |            |            |            |  |  |        |        |        |        |        |        |        |
|  | D1            | Li Bun-hui / Yu Sun-bok      | 21                      | 24            | 14            | 23            |                             |                                         |                     |            |            |            |            |            |            |            |  |  |        |        |        |        |        |        |        |
|  |               |                              |                         |               |               |               |                             | A1                                      | Chen Zihe / Gao Jun | 13         | 21         | 14         | 19         |            |            |            |  |  |        |        |        |        |        |        |        |
|  |               | B1                           | Deng Yaping / Qiao Hong | 21            | 14            | 21            | 21                          |                                         |                     |            |            |            |            |            |            |            |  |  |        |        |        |        |        |        |        |
|  | C1            | Hong Cha-ok / Hyun Jung-hwa  | 21                      | 21            | 21            |               |                             |                                         |                     |            |            |            |            |            |            |            |  |  |        |        |        |        |        |        |        |
|  | G1            | Irina Palina / Jelena Timina | 12                      | 15            | 11            |               |                             |                                         |                     |            |            |            |            |            |            |            |  |  |        |        |        |        |        |        |        |
|  | G1            | Irina Palina / Jelena Timina | 12                      | 15            | 11            | C1            | Hong Cha-ok / Hyun Jung-hwa | 21                                      | 17                  | 17         | 12         |            |            |            |            |            |  |  |        |        |        |        |        |        |        |
|  |               |                              |                         |               |               |               |                             | 21                                      | 17                  | 17         | 12         |            |            |            |            |            |  |  |        |        |        |        |        |        |        |
|  |               | B1                           | Deng Yaping / Qiao Hong | 17            | 21            | 21            | 21                          |                                         |                     |            |            |            |            |            |            |            |  |  |        |        |        |        |        |        |        |
|  | F1            | B1                           | Deng Yaping / Qiao Hong | 17            | 21            | 21            | 21                          | Mirjam Kloppenburg / Bettine Vriesekoop | 15                  | 21         | 10         | 11         |            |            |            |            |  |  |        |        |        |        |        |        |        |
|  | F1            |                              |                         |               |               |               |                             |                                         | 15                  | 21         | 10         | 11         |            |            |            |            |  |  |        |        |        |        |        |        |        |
|  | B1            | Deng Yaping / Qiao Hong      | 21                      | 19            | 21            | 21            |                             |                                         |                     |            |            |            |            |            |            |            |  |  |        |        |        |        |        |        |        |